# Вольтурара-Ирпина
Вольтурара-Ирпина (итал. Volturara Irpina) — коммуна в Италии, располагается в регионе Кампания, в провинции Авеллино.
Население составляет 4229 человек, плотность населения составляет 132 чел./км². Занимает площадь 32 км². Почтовый индекс — 83050. Телефонный код — 0825.
Покровителем населённого пункта считается святитель Николай, Мирликийский Чудотворец. Праздник ежегодно празднуется 6 декабря.